# Хонконгска кухня
Хонконгската кухня е съвкупност от кулинарните традиции на Хонконг. Влияе се главно от кантонската кухня, европейските кухни (особено британска кухня) и некантонски китайски кухни (като хака, фузиен и шанхайска), както и японска, корейска и югоизточна азиатска кухня, поради миналото на Хонконг като британска колония и дългата история на международно търговско пристанище. От крайпътните сергии до най-луксозните ресторанти, Хонконг предлага неограничено разнообразие от храни и заведения за хранене.
Повечето от гражданите на Хонконг предпочитат да се хранят в ресторанти и улични заведения за хранене, които в Хонконг изобилстват - има повече от 14 хиляди. Много от квартирите са малки поради високата населеност и дори нямат кухненски помещения. Представени са почти всички кулинарни стилове и тенденции, но преобладава кантонската кухня, чиито кулинарни традиции са местни за по-голямата част от населението. Хонконгската кухня, макар с явно доминиране на кантонските традиции, съдържа елементи от британската, американската, японската, индийската, пекинската, сечуанската и други кухни по света, както и местните кухни на най-големите етнически групи в Хонконг.
Благодарение на статута си на международен финансов, транспортен и туристически център, Хонконг се превръща в своеобразен гастрономически „инкубатор“ и фокус на нови кулинарни тенденции. Тук идват готвачи от цял свят за знания и идеи, провеждат се гастрономически и бирени фестивали, изложби на напитки и хранителни технологии.
Основната храна е оризът, както и риба и други морски продукти. Пресните плодове и зеленчуци са съяо неизменна част от трапезата. Сушените храни също имат място, примерно сушени гъби и сушените скариди. Тропическите плодове - портокали, банани, праскови, ананаси, манго и личи освежават десертите.
Безалкохолните напитки се сервират в ресторанти от всички класове, но най-вече в Cha chaan teng, уникален вид ресторанти в Хонконг. Тъй като рецептите за напитки не са базирани на франчайзинг, повечето напитки могат да варират в зависимост от ресторанта. Каменната захар и сиропът обикновено се използват за добавяне на сладост.
Някои напитки, произхождащи от чайната култура на Тайван, са донесени в Хонконг и са станали част от местната култура на напитки. За китайския чай се използва голямо разнообразие от чаени листа. През 50-те и 60-те години на XX век гражданите отиват в чаени къщи, придружени от своите домашни птици, затворени в клетка. Чаят по обяд е бил важна почивка в средата на деня. В наши дни чаят се съчетава с всякакъв вид хранене.